# Cyrtonastes grandis
Cyrtonastes grandis es una especie de insecto coleóptero de la familia Chrysomelidae.
Fue descrita científicamente en 1994 por Lopatin in Lopatin & Konstantinov.